# سحج الأسنان
سحج الأسنان أو سحج السن أو السحج السني أو انسحاج السن أو انسحال السن أو تآكل السن أو تهشم الأسنان (بالإنجليزية: dental abrasion)‏ أو السحج (بالإنجليزية: abrasion)‏ هو التآكل الميكانيكي بدون حدوث تسوس ويكون بسبب التفاعل مع أشياء أخرى غير ملامسة الأسنان. ومن الشائع أكثر أن يؤثر على الضواحك والأنياب. استنادًا إلى الدراسات الاستقصائية السريرية، أظهرت الدراسات أن السحج هو أكثر العوامل المسببة للأمراض المسببة للآفات العنقية غير النخرية (NCCL) وغالبًا ما يتسبب بها تقنية تنظيف الأسنان غير الصحيحة.
يظهر السحج في كثير من الأحيان عند الملتقى المينائي العاجي ويمكن أن يحدث بسبب العديد من العوامل المساهمة، وكل ذلك له القدرة على التأثير على سطح السن بدرجات متفاوتة. 
قد يختلف المظهر تبعًا لسبب التآكل، ومع ذلك فإنه يوجد بشكل شائع بـشكل حرف V ويكون بسبب الضغط الجانبي المفرط أثناء تنظيف الأسنان. السطح يكون لامع وغير مصاب بالتسوس، وأحيانًا يكون الحيد عميق بما يكفي لرؤية حجرة اللب داخل السن نفسها.
مع حدوث فقدان عنقي غير نخري بسبب السحج، قد يؤدي ذلك إلى عواقب وأعراض مثل زيادة حساسية الأسنان تجاه المواد الساخنة والباردة وزيادة تراكم اللويحة مما يؤدي إلى تسوس الأسنان وأمراض اللثة، وصعوبة استخدام تركيبات سنية مثل المثبت وطقم الأسنان وصعوبة تثبيتها في الأسنان، وأيضًا يكون غير مرضي من الناحية الجمالية لبعض الناس. 
من أجل نجاح علاج السحج يجب أولاً تحديد السبب وإيقافه، مثل التنظيف الزائد. بمجرد حدوث ذلك، قد ينطوي العلاج اللاحق على تغييرات في نظافة الفم أو معجون الأسنان، أو استخدام الفلورايد لتقليل الحساسية أو وضع ترميم للمساعدة في الحد من تطور فقدان الأسنان. 

## الأسباب

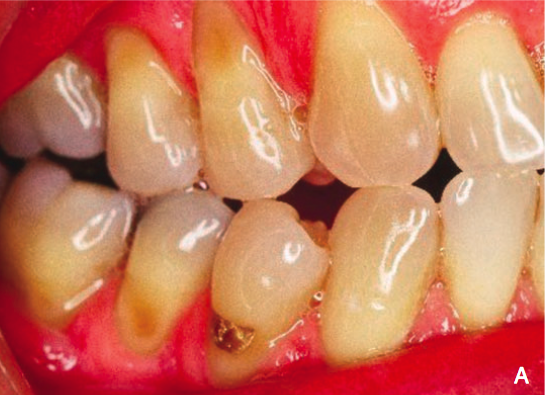
يحدث التآكل على الحواف العنقية من تأثير الاحتكاك الناتج عن تنظيف الأسنان ومعاجين الأسنان الكاشطة

قد ينشأ التآكل بسبب تفاعل الأسنان مع أشياء أخرى مثل فرش الأسنان، وعود تخليل الأسنان، وخيط الأسنان، وأجهزة وتركيبات الأسنان الغير المناسبة مثل المثبتات وأطقم الأسنان. كذلك فإن الأشخاص الذين يعانون من عادات مثل قضم الأظافر أو مضغ التبغ أو ثقب الشفاه أو اللسان،  والذين لديهم وظيفة مثل النجار، يتعرضون لمخاطر أكبر من التآكل.
يمكن أن يحدث التآكل أيضًا من نوع معجون الأسنان الذي يتم استخدامه لأن بعض أنواع المعجون يتمتع بصفات أكثر كشطًا مثل معاجين الأسنان المبيضة. قد ينشأ للتآكل السني نتيجة سبب واحد أو أكثر، كما في معظم الحالات، متعددة العوامل.  السبب الأكثر شيوعا لتآكل الأسنان هو مزيج من الاهتراء الميكانيكي والكيميائي.
يعتبر تنظيف الأسنان هو السبب الأكثر شيوعًا لتآكل الأسنان، والذي يتطور على طول حافة اللثة، نظرًا للتفريش القوي للأسنان في هذا المكان. نوع فرشاة الأسنان والتقنية المستخدمة والقوة المطبقة عند تفريش الأسنان يمكن أن تؤثر على حدوث التآكل وشدته. علاوة على ذلك فإن التنظيف لفترات طويلة من الزمن (تزيد عن 2-3 دقائق) في بعض الحالات عندما يقترن بفرشاة أسنان متوسطة / صلبة يمكن أن يسبب السحج الأسنان.
تميل أنواع فرشاة التي تتميز بشعيرات متوسطة أو صلبة للتسبب في التآكل. يمكن للشعيرات مع طريقة التفريش القوية بالتسبب في خشونة سطح الأسنان بالإضافة إلى تفاقم اللثة.  يمكن أن يسبب التهيج الـمتكرر لحافة اللثة في نهاية المطاف إلى انحسار اللثة اللثة. عندما تنحسر اللثة يكشف سطح الجذر وهو أكثر عرضة للتآكل.  نسبيًا فرشاة الأسنان الكهربائية لديها تأثير تآكل أقل. 
أنواع من معاجين الأسنان يمكن أن تلحق الضرر بالمينا وعاج الأسنان بسبب الخواص الكاشطة.  يتم استخدام مكونات معينة في معجون الأسنان لاستهداف إزالة الغشاء الحيوي الرقيق والصبغات الخارجية ولكن في بعض الحالات يمكن أن تسهم المعاجين في حدوث التآكل.   تم العثور على معاجين الأسنان المبيضة كأحد أكثر أنواع معاجين الأسنان الكاشطة، وفقًا لمقياس RDA المفصل أدناه.  تبيّن أن تبييض الأسنان المنزلي والإكلينيكي يزيد من احتمال تعرض الفرد للتآكل في الأسنان. يُعتقد أن تآكل الأسنان الناتج عن عملية التبييض ناتج عن مزيج من كل من المهيجات الميكانيكية والكيميائية، على سبيل المثال استخدام معجون تبييض الأسنان ومجموعات التبييض المنزلية معًا.  ومع ذلك، إذا كان الفرد يقوم برعاية ما بعد التبييض فيمكنه تجنب فقد المعادن العاجية وبالتالي يمكن تجنب التآكل. 
هناك عامل آخر يمكن أن يساهم في التآكل وهو تغير مستويات الأس الهيدروجيني في اللعاب. هذا يمكن أن يكون بسبب الأطعمة والسوائل السكرية / الحمضية. السبب وراء ذلك هو أن زيادة حموضة اللعاب يمكن أن يؤدي إلى إزالة المعادن وبالتالي تعريض بنية الأسنان للعوامل الكاشطة مثل تفريش الأسنان أو التآكل الطبيعي من المضغ.  عند كشف بنية السن يمكن للمحتوى المعدني للعاب خلق انخفاضات ضحلة في المينا وبالتالي تتسبب الفرشاة في إحداث ضرر لا يمكن إصلاحه على سطح السن.    يمكن تحفيز عملية تآكل الأسنان وتسريعها نتيجة الـتآكل الحمضي للأسنان.

## كشط العاج النسبي
يعد كشط العاج النسبي ( RDA ) قياسًا قياسيًا للتأثير الكاشط الذي تتركه مكونات معجون الأسنان على السن. 
تم تطوير مقياس RDA من قبل جمعية طب الأسنان الأمريكية (ADA). يقارن مقياس RDA كشط معجون الأسنان بالمواد الكاشطة القياسية ويقيس عمق القطع بمتوسط 1 ملم لكل 100000 ضربة فرشاة على العاج.  تولد هذه المقارنة قيم السحج لعناصر المعاجين التي ستكون آمنة للاستخدام اليومي.  في الدراسات المختبرية للأسنان أظهرت وجود علاقة إيجابية بين أعلى RDAs وسحج أكبر للعاج. 
منذ عام 1998 ، تم تعيين قيمة RDA وفقًا لمعايير DIN EN ISO 11609. حاليًا لا ينظم القانون هذه القيمة لمنتجات مثل معجون الأسنان، ومع ذلك، يجب أن يكون مستوى قيمة RDA للمعجون أقل من 250 ليتم اعتبارها آمنة وقبل منحها موافقة ADA.  القيم التي تم الحصول عليها تعتمد على حجم وكمية وبنية سطح السحج المستخدمة في معاجين الأسنان.
| نتيجة الـ RDA | المستوى                                                    |
| ------------- | ---------------------------------------------------------- |
| 0-70          | منخفضة السحج: آمنة لملاط الأسنان، العاج والمينا            |
| 70-100        | متوسطة الكاشطة: آمنة للمينا، وخطيرة بالنسبة للملاط و العاج |
| 100-150       | عالية السحج: خطير على الملاط، العاج والمينا                |
| 150-250       | عالية جدا في السحج: الحد الضار، ضرر للأسنان                |
| 250 وما فوق   | لا ينصح                                                    |

على الرغم من أن درجة RDA أثبتت وجود علاقة ذات دلالة إحصائية لوجود التآكل، فإنها ليست العامل الوحيد الذي يجب مراعاته.    عوامل أخرى مثل مقدار الضغط المستخدم أثناء الفرشاة ونوع وسمك وتشتت الشعر الخشن في فرشاة الأسنان والوقت الذي تستغرقه عملية الفرشاة هي عوامل أخرى تساهم في تآكل الأسنان. 

## العلاج
هناك عدة أسباب لعلاج آفات التآكل (تُعرف أيضًا باسم «تجويف الفئة الخامسة» ‘Class V cavity’) مثل: -
1. الحساسية.
2. وجود آفة نخرية.
3. غير سارة من الناحية الجمالية
4. إيقاف تطور الآفة.
5. تقليل احتمال ظهور تسوس أو أمراض اللثة حيث أن هذه الآفات يمكن أن تظهر كعامل لاستبقاء الترسبات
6. عندما يكون هناك خطر التعرض اللبوي إذا كان عمق الآفة شديدًا بدرجة كافية.
7. عندما الحاجة للحصول على ثبات لتركيبات الأسنان المتحركة مثل طقم الأسنان.
8. للحصول على ثبات أفضل لمشابك الأطقم.
9. السلامة العامة لتكوين الأسنان معرض للخطر.

من أجل نجاح علاج التآكل، يجب تحديد المسببات المرضية أولاً. الطريقة الأكثر دقة للقيام بذلك هي عمل فحص للتاريخ الطبي والسني والاجتماعي والنظام الغذائي الشامل. يجب الفحص من جميع الجوانب حيث أن سبب التآكل في كثير من الحالات يمكن أن يكون متعدد العوامل. بمجرد اكتمال التشخيص النهائي يمكن البداية في العلاج المناسب. قد يكون علاج التآكل ذا صعوبات متفاوتة اعتمادًا على الدرجة الحالية أو التقدم الناجم عن التآكل. غالبًا ما يظهر التآكل بالاقتران مع أمراض الأسنان الأخرى مثل الانسحال السني والتسوس والتآكل. تشير الدلائل إلى وجود انخفاض في تأثير سحج الأسنان وتآكل الأسنان عند تطبيق الفلورايد على الأسنان. يركز العلاج الناجح على الوقاية وتحسين الحالة ويعدل العادات الحالية التي تسبب تفاقم هذه الحالة.

### إزالة الأسباب
إذا كان سبب السحج يعود إلى السلوكيات المعتادة، فإن إيقاف وتغيير العادات أمر بالغ الأهمية في الوقاية من فقدان الأسنان.  طريقة تفريش الأسنان الصحيحة مهمة جدًا وتتضمن تقنية فرك لطيفة مع حركات أفقية صغيرة مع فرشاة ناعمة للغاية أو ناعمة.  يمكن تعديل القوة الكبيرة المطبقة جانبيًا عند استخدام الفرشاة عبر الإمساك بالفرشاة بطريقة الإمساك بالقلم أو باستخدام اليد الغير مهيمنة.  إذا كان التآكل ناتجًا عن تركيبة أسنان غير ملائمة فيجب تصحيح ذلك أو استبداله بواسطة طبيب أسنان ويجب عدم محاولة تعديلها في المنزل.

### المواد الكيميائية
ينبغي التحقق أيضًا من المعجون الذي يتم استخدامه حاليًا وتغييره ليشمل معجون ألطف وأقل في الكشط مثل معاجين الأسنان الحساسة لأن الأدلة تشير إلى أن معجون الأسنان شديد الكشط قد يؤدي إلى فقدان بنية السن. معجون الأسنان الذي يحتوي على نسبة فلوريد أعلى سيساعد أيضًا في مكافحة زيادة الحساسية ومخاطر تسوس الأسنان. من المعروف أن ورنيش الفلورايد يخفف من فرط الحساسية في الأسنان ويمكن استخدامه كتدبير وقائي للمرضى الذين يتعرضون لخطر تآكل الأسنان بالسحج لأن التقارير تشير إلى أن ورنيش الفلورايد له تأثير على السطح وتحت سطح السن.
قد يشمل العلاج في عيادة الأسنان وضع الفلورايد أو ترميم الأسنان في الحالات الأكثر شدة. إذا كانت الآفة صغيرة وتقتصر على المينا أو الأسمنت، فليس هناك ما يبرر ترميمها، وبدلاً من ذلك يجب إزالة الحواف الخشنة لتقليل تراكم اللويحة السنية. ومع ذلك في حالة تسوس الأسنان يكون هناك مخاوف من الناحية الجمالية أو عند قربها من لب السن في هذه الحالات يجب ترميم السن. قد يكون هناك حاجة إلى مزيد من العمل الترميمي عندما تتسبب الآفة في إضعاف القوة الكلية للسن أو عندما يتسبب في مشاكل في دواعم السن.
بمجرد تشخيص التآكل وعلاجه يجب مراقبته عن كثب لمراقبة إذا كان هناك المزيد من التقدم في الحالة أو لتخفيف الأعراض المحتمل حدوثها.

### الترميم
تشمل الخصائص المثالية لمواد الترميم الخاصة بالنسبة لهذه الآفات: - 
1. مقاومة التآكل بسبب القوة المفرطة المستخدمة أثناء تنظيف الأسنان.
2. معامل مرونة منخفض.
3. له شكل جمالي جيد.

هناك خصائص أخرى لمواد الاستعادة التي يمكن اعتبارها مناسبة، على الرغم من أنها غير خاصة بترميمات الفئة الخامسة، والتي تشمل: -
1. تحتوي على جزيئات حشو صغيرة للحصول على خصائص جمالية أفضل
2. أن يكون ذا سماكة كافية للحفاظ على ولكنه يسمح في نفس الوقت بالتشكيل السهل لوضعه في مكان التجويف.
3. ان يتصلب ذاتيًا ويتصلب في أي عمق.
4. مستقر الأبعاد أو ذا انكماش قليل.
5. يطلق الفلورايد.
6. يلتصق ذاتيًا بمينا وعاج الأسنان.

مواد طب الأسنان مثل الملغم، الأيونمر الزجاجي، الأيونمر الزجاجي المعدل بالراتنج (البديل من GI) والراتنج المركب هي أنواع مواد الترميم المتاحة.
بالأخذ في الاعتبار هذه العوامل وخصائص المواد السنية الخاصة بها، أثبتت الأدلة والدراسات أن مواد ترميم الأيونومير الزجاجي المعدّل بالراتنج (RMGI) هي مادة الترميم الموصى بها حيث أنها تؤدي وظيفتها على النحو الأمثل - بشرط ألا يكون الشكل الجمالي هو الأولوية القصوى.  يجب أن يتم تخشين السطح قبل ترميمه      - سواء كانت المادة قائمة على الأيونمر الزجاجي أو قائمة على الراتنج  - مع عدم وجود حاجة لعمل جلف جانبي من التجويف.   

## روابط خارجية
قيم RDA لـمعجون الأسنانى
- بواسطة ساتين شاه
- بواسطة Raabe طب الأسنان الأسرة
- مايك ويليامسون
- من قبل بروميناد كاملة الأسنان
- بواسطة (غير معروف)